# Cuphea linarioides
Cuphea linarioides är en fackelblomsväxtart som beskrevs av Adelbert von Chamisso och Schltdl.. Cuphea linarioides ingår i släktet blossblommor, och familjen fackelblomsväxter. Inga underarter finns listade i Catalogue of Life.